# Panicum dregeanum
Panicum dregeanum är en gräsart som beskrevs av Christian Gottfried Daniel Nees von Esenbeck. Panicum dregeanum ingår i släktet vipphirser, och familjen gräs. Inga underarter finns listade i Catalogue of Life.